# Distretto di Lucma (La Libertad)
Il distretto di Lucma è uno dei quattro distretti della provincia di Gran Chimú, in Perù. Si trova nella regione di La Libertad e si estende su una superficie di  280,38 chilometri quadrati.